# Muckle Ossa
Muckle Ossa är en ö i Storbritannien.   Den ligger i kommunen Shetlandsöarna och riksdelen Skottland. Intill Muckle Ossa ligger en mindre ö, Little Ossa.